# FireEye
FireEye là một công ty an ninh không gian mạng cung cấp các sản phẩm và dịch vụ để bảo vệ chống lại các mối đe doạ trực tuyến tiên tiến, chẳng hạn như các mối đe doạ cao cấp kéo dài và Tấn công giả mạo. Được thành lập vào năm 2004, công ty có trụ sở tại Milpitas, California. Các nền tảng ngăn chặn các mối đe dọa bao gồm Mạng máy tính, Email, thiết bị đầu cuối, Điện thoại di động, Nội dung trang mạng, phân tích và Pháp án. FireEye có hơn 4.400 khách hàng trên 67 quốc gia, trong đó có hơn 650 hãng thuộc Forbes Global 2000. FireEye là công ty an ninh mạng đầu tiên được Bộ An ninh Nội địa chứng nhận. FireEye từng được liên lạc để điều tra các cuộc tấn công cao cấp nhắm vào Target, JP Morgan Chase, Sony Pictures, Anthem và các hãng khác.